# 5034 Joeharrington
5034 Joeharrington è un asteroide della fascia principale. Scoperto nel 1991, presenta un'orbita caratterizzata da un semiasse maggiore pari a 2,3037829 UA e da un'eccentricità di 0,1818174, inclinata di 4,30210° rispetto all'eclittica.